# Китаїзація Тибету
Китаїзація Тибету — довгострокова планомірна політика Комуністичної партії Китаю щодо культурної та етнічної асиміляції в Тибетському автономному районі. Китаїзація Тибету почалась в період культурної революції і продовжується й донині. Супроводжується знищенням релігійних та культурних пам'яток, скасуванням обов'язкового вивчення тибетської мови, а також спонсорованою урядом міграцією народу Хань, з метою розрідити етнічний склад регіону.

## Початок
Після повернення до Тибету Далай-лами в 1912-му році і вигнання китайських військ з його території, де-факто Тибет отримав незначний період незалежності, аж до 1951 року. По завершенню Другої світової та громадянської війни відбулося утвердження комуністичної влади в Китайській Народній Республіці під керівництвом Мао Цзедуна, який майже відразу взяв курс на нову китайську присутність у Тибеті. У жовтні 1950 року Народно-визвольна армія увійшла в тибетський район Чамдо, здолавши опір тибетської армії. У 1951 році представники Тибету брали участь у переговорах у Пекіні з китайським урядом. Це призвело до угоди із сімнадцяти пунктів, яка офіційно закріпила суверенітет Китаю над Тибетом, але була відхилена нинішнім тибетським урядом у вигнанні. За наступні вісім років китайці знищили тибетську поштову, банківську, освітню системи, ліквідували місцеві засоби масової інформації, заборонили культурні заходи та зачилини державні установи Тибету.

## Культурна революція
Під час Культурної революції комуністичною владою було започатковано курс на боротьбу з релігійними установами та владою Далай-лами, шляхом проведення інформаційних кампаній, спрямованих на підрив авторитету уряду у вигнанні. У розсекречених радянських архівах, зокрема, є дані про те, що китайські комуністи, які отримували велику допомогу у військовій техніці від СРСР, широко використовували радянську авіацію для бомбардувань монастирів та інших каральних операцій у Тибеті. Лише у період між 1959 та 1961 відбулося звищення більшості з понад 6000 монастирів. Комуністична партія розгорнула кампанію організованого вандалізму проти культурних пам'яток у всій КНР, включаючи буддистську спадщину Тибету, багато памʼяток з того часу вважаються втраченими. Також було встановлено автономію, згідно якої передбачалося, що главою уряду буде етнічний тибетець, проте фактичну владу в ТАР має Перший секретар Тибетського автономного регіонального комітету Комуністичної партії Китаю, який ніколи не був тибетцем.